# Louis Henius
Louis Henius (født 15. august 1870 i Aalborg, død 14. januar 1938 i København) var en dansk bryggeritekniker, forlægger, oversætter og administrator for Berlingske Tidende. 
Henius var søn af fabrikant Isidor Henius og Emilie f. Wasserzug. Han udgik fra den vidt forgrenede og højt ansete slægt Henius fra Aalborg, som tillige talte hans fem brødre og ene søster. Deres far var indvandret fra Thorn i Tyskland til Aalborg og lærte de jyske brændevinsbrændere at fremstille sprit af kartofler, hvorfor hele den store brædevinsindustri i Aalborg hvilede på ham, og sønnerne med en vis ret spøgende kunne sige, at den berømte Aalborg-snaps burde hedde en rød Henius. Henius blev oprindeligt uddannet som farmaceut på Svaneapoteket i Randers og blev dernæst kaldt til Amerika i begyndelsen af 1890'erne af sin bror, bryggeritekniker Max Henius, som havde etableret bryggerilaboratoriet Wahl & Henius i Chicago. Samtidig havde professor Emil Christian Hansen netop fuldført sin revolutionerende opdagelse af gærcellernes liv og omstødt Louis Pasteurs oprindelige gærteori. Max Hedenius bad sin bror studere den nye opdagelse før han rejste, og således blev det de to brødre fra Aalborg, der indførte fremtidens metoder for ølbrygning i Amerika. 
Hedenius opfandt selv et apparat til rendyrkning af gærceller på laboratoriet i Chicago, men blev kun en halv snes år i Amerika. Da han vendte hjem til Danmark i begyndelsen af 1800-tallet, skiftede hans karriere spor: Han blev han leder af Gyldendals propagandaafdeling og forretningsfører for tidsskriftet Det nye Aarhundrede. Han oversatte og udsendte i 1905 med sikker sans for sin tid det populære amerikanske skrift af Elbert Hubbard, Et Budskab til Garcia, som i løbet af få uger blev solgt i 50.000 eksemplarer. I nogle år drev han med held Illustreret Tidende, indtil han i 1913 blev administrator for Berlingske Tidende. Politiken skrev om dette sidste arbejde: Også [hos Berlingske Tidende] satte hans særlige begavelse ham i stand til at udføre et værdifuldt arbejde, og det sind, som blev givet enhver ægte Henius i vuggegave, gjorde Louis Henius til husets mest afholdte mand, skønt han sad og vaagede over pengekassen. Han var med til at oprette Bladkompagniet, og han var medstifter af Dansk Reklameforening. I 1933 trak Henius sig tilbage fra Berlingske Tidende og levede sine sidste år som privatmand i villaen i Rosenørns Allé hvor han dyrkede sin lidenskabelige passion for bøger. 
Henius giftede sig i 1894 med Esther f. Salomonsen, datter af læge Louis Wilhelm Salomonsen. Parret fik to sønner, hvoraf den ældste søn, Arne Henius, var leder af Vaccum Oil i Riga og desuden far til journalist Bent Henius og morfar til forfatter Suzanne Brøgger.